# 우리가 꿈꾸는 기적: 인빅터스
《우리가 꿈꾸는 기적: 인빅터스》(영어: Invictus)는 2009년 개봉된 미국과 남아프리카 공화국의 다큐드라마 스포츠 영화로, 클린트 이스트우드가 연출했다. 존 칼린이 2008년에 펴낸 책 Playing the Enemy: Nelson Mandela and the Game that Made a Nation에 바탕했으며, 1995년 럭비 월드컵 당시 이야기를 그린다. 모건 프리먼이 남아프리카 공화국 대통령 넬슨 만델라 역을, 맷 데이먼이 남아프리카 공화국 럭비 대표팀 주장 프랑수아 피나르 역을 연기하였다.
2010년 제82회 아카데미상에서 남우 주연상(프리먼)과 남우 조연상(데이먼) 후보에 올랐다.

## 줄거리
1990년 2월 11일 27년의 수감 생활 후 풀려난 넬슨 만델라는 4년 뒤 남아프리카 공화국의 첫 흑인 대통령이 되지만 빈곤 및 범죄 문제와 흑인과 백인간의 극심한 분열에 직면한다. 경호팀 내에서마저 기존 대통령들을 모신 백인 경호원들과 새로 추가된 아프리카 국민회의 흑인 경호원들이 서로를 향한 악의와 불신으로 대립한다.
남아공 국가대표팀 즉 스프링복스와 잉글랜드 국가대표팀간에 벌어진 럭비 유니언 경기에 참석한 만델라는 남아공 흑인 관중들이 남아공 백인 우월주의와 아파르트헤이트를 상징하는 백인 선수들이 대다수인 스프링복스 대신 잉글랜드팀을 응원하는 모습을 포착한다. 남아공이 1년 뒤 열리는 1995 럭비 월드컵 주최국으로 확정된 상황에서 만델라는 흑인이 대다수를 차지하게 된 남아공 스포츠 협회를 찾아 스프링복스에 대한 지지를 부탁한다. 이어 스프링복스 주장인 프랑수아 피나르를 만나 우승이 남아공인들을 하나로 만들 것임을 시사하고, 수감 생활 중에 그를 고무시켰던 윌리엄 어니스트 헨리의 시 인빅투스를 언급한다.
선수들이 팬들과 교류하고 우정을 쌓으면서 변화의 기미가 시작되고, 개막전 동안 흑인들의 지지가 커져 간다. 스프링복스는 숙적 오스트레일리아 국가대표팀을 이기고, 만델라가 중화민국에서 무역 협상을 하는 동안 프랑스 국가대표팀을 꺾는 이변까지 일으킨다. 스프링복스는 결승전에 진출하면서 손꼽히는 럭비 강국이며 또 다른 라이벌인 뉴질랜드 국가대표팀을 만나게 된다. 한편 스프링복스는 토너먼트 도중 만델라가 수감 기간 중 첫 18년을 보낸 로벤섬을 찾는다. 비좁은 감방을 둘러본 피나르는 만델라가 이런 환경에서도 인빅투스에서 극기를 발견하고 출감 즉시 자신을 억압했던 자들을 기꺼이 용서한 점에 감명을 받는다.
본국 요하네스버그 엘리스 파크 스타디움에서 열린 결승전에서 전 인종의 응원을 받은 스프링복스는 연장전에서 플라이하프 조엘 스트랜스키의 드롭 골 덕분에 뉴질랜드팀을 15-12로 이겨 챔피언이 된다. 모두가 승리를 기뻐하는 가운데 만델라가 피나르에게 웨브 엘리스 컵을 안긴다. 만델라는 스타디움을 떠나고, 그가 인빅투스를 읊조리는 목소리가 깔리는 가운데 영화가 끝난다.

## 출연진
- 모건 프리먼 - 넬슨 만델라 역
- 맷 데이먼 - 프랑수아 피나르 역
- 토니 크고로게 - 제이슨 차발랄라 역
- 아조아 안도 - 브렌다 마지부코 역
- 줄리언 루이스 존스 - 에티엔 페이더 역
- 스콧 이스트우드 - 조엘 스트랜스키 역
- 숀 캐머런 마이클 - 스프링복스 장비 관리자 역